# N'Gouraba
N’Gouraba est une localité et une commune rurale du Mali de l'arrondissement de Baguinéda, dans le Cercle de Kati et la région de Koulikoro.

## Villages
La commune s'étend sur 6 localités relevées lors du recensement général de 2009. 
Les villages les plus peuplés sont :
- Nioko (3 179 habitants)
- Bassian (1 895 habitants)
- N’Gouraba (1 791 habitants)